# Ханкинсон (Северна Дакота)
Ханкинсон (енгл. Hankinson) град је у америчкој савезној држави Северна Дакота.

## Демографија
По попису из 2010. године број становника је 919, што је 139 (-13,1%) становника мање него 2000. године.
| Група             | 2000.       | 2010.       |
| Белци             | 993 (93,9%) | 847 (92,2%) |
| Афроамериканци    | 0 (0,0%)    | 0 (0,0%)    |
| Азијати           | 1 (0,1%)    | 0 (0,0%)    |
| Хиспаноамериканци | 16 (1,5%)   | 26 (2,8%)   |
| Укупно            | 1.058       | 919         |